# Мяут
Мяут та Меоут (англ. Meowth, яп. ニャース,Ня: су) - один з покемонів.

## Мяут в аніме
У серіалі «Покемон» Мяут — один з головних героїв, член злочинної організації «Team Rocket» (команда R, команда Ракета). Є мовцем персонажем. З'являється у складі тріо головних антагоністів серіалу разом з Джессі (в японській версії - Мусасі) і Джеймсом (в японській версії — Кодзіро).

## Фізіологія
Мяут належить до нормального типу покемонів. Вперше був представлений в першому поколінні. Є прееволюцією покемона Персіана, в якого перетворюється після 28-го рівня. Виглядає як білий кіт з пропорціями немовляти (тібі-пропорції). Має великі очі з маленькими щілистими зіницями, чорні великі вуха, по два великих білих вуса на кожній щоці і по дві великих Вібриси над кожним оком. Лапи довгі, непропорційні, задні лапи коричневі. Хвіст довгий, закручується спіраллю, як у коллі, кінчик хвоста коричневий. На лобі прикріплений овальний золотий амулет (відомий як «charm»). Насправді це Кобан — старовинна японська золота монета овальної форми, що обіграє японську прислів'я «котячий Коба» (російський аналог: «метати бісер перед свинями»).
- Зріст: близько 70 см
- Вага: 20-25 кг
- Тип: Нормальний
- Різновид: кішка-мон (cat pokemons)
- Вік для переходу на іншу стадію: 2-3 роки в аніме, 28 ур. в іграх

Мяут Команди Р - один з небагатьох покемонів, які вміють говорити, а також єдиний Мяут, що ходить на двох лапах. В японській версії Мяута озвучував Інук Інуяма (англ. Inuko Inuyama). В англійській версії Мяута озвучувало троє різних акторів: Nathan Price (перші 30 серій), Maddie Blaustein (до кінця восьмого сезону) і Jimmy Zoppi (починаючи з дев'ятого сезону).